# カードキングダムラジオ
カードキングダムラジオはHiBiKi Radio Stationで配信されているインターネットラジオ番組。

2009年4月30日はプレ配信、2009年5月14日から本格的に隔週の配信となる。

## パーソナリティ
- いけっち店長
- 織姫よぞら
- 中村聡
- 島村匡俊

## 番組概要

### 配信曜日など
HiBiKi Radio Station
- 隔週 木曜日更新
- 放送：2009年4月30日 - 2011年3月31日

## 番組コーナー
- 普通のおたより